# Galeries Royales Saint-Hubert
Las Galerías Reales de San Huberto (en francés: Galeries Royales Saint-Hubert; en neerlandés: Koninklijke Sint-Hubertusgalerijen) es una galería comercial acristalada en Bruselas que precedió a otras galerías comerciales del siglo XIX como la Galleria Vittorio Emanuele II en Milán y el pasaje en San Petersburgo. Al igual que ellas tiene fachadas regulares dobles con orígenes antiguos patio calle, con arcadas acristaladas separadas por pilastras y dos pisos superiores, todo ello en un estilo italiano Cinquecento, bajo un techo de paneles de vidrio de arco con un marco de hierro fundido delicado.
Iniciado hacia 1837, el proyecto del joven arquitecto Jean-Pierre Cluysenaer buscaba el saneamiento de un barrio popular, construyendo un edificio en el que se mezclasen apartamentos, comercios, espacios culturales y un lugar de paseo. Los trabajos comenzaron en 1846 y la inauguración oficial tuvo lugar el 20 de junio de 1847 en presencia del rey Leopoldo I de Bélgica.